# Douglas Smith (efeitos visuais)
Douglas Smith é um especialista em efeitos visuais estadunidense. Venceu o Oscar de melhores efeitos visuais na edição de 1997 por Independence Day, ao lado de Volker Engel, Clay Pinney e Joe Viskocil.